# Ludvig Frederik Brock

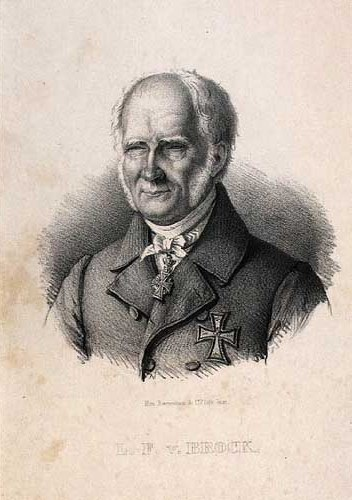
Ludvig Frederik Brock, 1843

Ludvig Frederik Brock (* 20. August 1774 in Biri in Oppland, Norwegen; † 22. November 1853 in Randers, Dänemark) war ein dänisch-norwegischer Militär und Politiker.

## Leben
Ludvig Frederik Brock war der jüngste Sohn des dänisch-norwegischen Majors Hans Henrik Brock und der Johanne Gonsager Haberdorff. Sein Vater schickte ihn im Alter von neun Jahren in eine Kadettenschule. Durch die dortige Ausbildung gerüstet begann er in norwegischen Diensten eine militärische Karriere. Am 7. Dezember 1798 heiratete er Bolette Mathilde Frost, die bereits im Februar 1799 starb, und am 18. Dezember 1801 in zweiter Ehe Elisabeth Andrea Lange.
Brock wurde Adjutant beim dänischen König Friedrich VI. Als der Prinz Christian Friedrich 1813 bis 1814 in Norwegen regierte und zunächst der Trennung Norwegens von Dänemark durch Gewinnung der Volksmeinung entgegenzuwirken suchte, war Brock dessen ständiger Begleiter als Chef von dessen Stab, die Begeisterung der Norweger für ihre Unabhängigkeit und den selbstgewählten Fürsten teilend. Er stand an der Seite des Prinzen, als dieser am 17. Mai 1814 die freisinnige Verfassung von Eidsvoll beschwor, nach der er durch Volkswillen zum Erbkönig als Christian I. von Norwegen erklärt wurde. Es wurde aber geargwöhnt, dass Christian I. die Verfassung wieder umstoßen wollte, sobald seine Anerkennung von Seiten der verbündeten Mächte erfolgt wäre. Auf den norwegischen Thron musste er schon am 14. August 1814 in der Konvention von Moss verzichten, die Brock in seinem Namen mit Bernadotte, damals schwedischer Kronprinz, ausverhandelt hatte.
Mit Christian I. verließ auch sein Ratgeber Brock Norwegen und ging nach Dänemark, wo er bald dem Militärdienst entsagte und 1824 Zollinspektor in Randers in Jütland wurde. Er erblindete jedoch 1826 und trat infolgedessen 1829 von seinem Amt als Zollinspektor zurück. Nun als Vorkämpfer des Liberalismus auftretend attackierte er als Vertreter der Stadt Randers in der jütländischen Provinzialständeversammlung (1836–1844) unermüdlich Missstände der Verfassung und Verwaltung. Doch scheiterten alle seine Angriffe am Widerstand der Regierung und der Scheu der jütländischen Stände vor einem Konflikt mit der Regierung. Umsonst forderte er Pressefreiheit, Öffentlichkeit der ständischen Verhandlungen und Herausgabe einer offiziellen Ständezeitung, um die Notwendigkeit einer wirksamen Volksvertretung anstelle der bloß beratenden Provinzialstände deutlich zu machen. Da sein Antrag auf Umgestaltung der Ständeinstitution fehlschlug, unterstützte er wenigstens den Antrag auf Vereinigung der beiden dänischen Provinzialstände zu einer einzigen Versammlung.
Ebenso erfolglos blieben Brocks Anträge und Rügen bezüglich der Verwaltungsangelegenheiten. Zur Verbesserung des Finanzwesens schlug er u. a. eine Heeresreform und die Einführung der allgemeinen Wehrpflicht vor, worüber er schon 1834 die Schrift Et Par Ord angaaende Nødvendigheden af en almindeligere Værnepligt herausgegeben hatte. Im Juni 1838 beantragte er als Mitglied der jütländischen Ständeversammlung, den König um Umwandlung der kollegialen Regierungsform in eine Departemental- oder Ministerialadministration zu bitten, weil diese unter persönlicher Verantwortung einen schnelleren und sicheren Weg gehe und auch viel geringere Kosten verursache. Aber nur der Präsident, Professor Schouw, unterstützte seinen Antrag, der mit 42 gegen 8 Stimmen verworfen wurde. Sein Antrag auf Abschaffung des Lottospiels erreichte nur die Beschlüsse, dass das Lotto aufgehoben werden solle, sobald der Zustand der Finanzen diese Einnahmen entbehrlich mache und dass versuchsweise der Einsatz auf drei dänische Mark erhöht, dem Errichten neuer Kollekten aber Einhalt geboten werden solle. Ohne Erfolg drang er auch auf die Abschaffung oder Beschränkung des Zunftwesens.
Wenigstens die Mitbürger in seinem Wohnort Randers wählten Brock 1838 fast einstimmig zu ihrem Kommunalrepräsentanten, ein Ehrenposten, den er durch seinen Eifer für die Einführung einer ziemlich freisinnigen Städteordnung verdient hatte. Im November 1853 starb Brock im Alter von 79 Jahren in Randers.